# Statuia lui Ciprian Pintea din Bacău
Statuia lui Ciprian Pintea a fost dezvelită în 1994 la intrarea principală în Parcul Cancicov din orașul Bacău.
Pe soclul bustului este înscris textul:
| EROU CIPRIAN PINTEA Student Acad. Tehn. Militară Aviație N. 13. IV. 1968 Căzut în Revoluție 22. XII. 1989 |

În București, în apropiere de Monumentul Luptătorului Antiterorist se găsește și cenotaful studentului-erou, sublocotenent post-mortem Pintea Ciprian.